# Zenna Henderson
Zenna Chlarson Henderson (Tucson, 1 de novembre de 1917 - Tucson, 11 de maig de 1983) nascuda com a Zena Chlarson, va ser professora de primària i rellevant escriptora estatunidenca de ciència-ficció i fantasia.
Les autores de ciència-ficció Lois McMaster Bujold, Connie Willis i Kathy Tyers junt a Orson Scott Card la van citar com una influència rellevant en la seva trajectòria.

## Biografia
Zenna va néixer el 1917 a Arizona, filla d'Emily Vernell Rowley, mestressa de casa, i Louis Rudolph Chlarson, xòfer i fuster. Segona de cinc fills de la parella, va començar a llegir ciència-ficció als 12 anys a revistes com Astounding Stories, Amazing Stories i fantasia a Weird Tales.
Henderson va néixer i va créixer a l'església de Jesucrist dels Sants dels Últims Dies (LDS). Ser un mormo a Arizona no era gens fàcil; el 1953 la policia d'Arizona va arrestar els líders de l'Església.
El 1940 es gradua com a mestra a la Universitat Estatal d'Arizona i comença a treballar com a mestra a diferents escoles de Tucson i a una ciutat minera a Fort Huachuca, Connecticut.
Durant la II Guerra Mundial, va ensenyar a nens i nenes al Gila River Relocation Center: un camp d'internament per als japonesos-americans a Sacaton (Arizona) durant el curs 1942–43.
El 1943 es va casar amb Richard Henderson, miner de professió, però poc després es van divorciar. El 1955 va rebre el seu Màster a la mateixa universitat i va continuar ensenyant a escoles de primària.
Als anys 1956–58 es traslladarà a França a una base militar estatunidenca i després tornarà a Connecticut al Hospital Infantil Seaside a Waterford durant els anys 1958–59.
La seva primera història "Come on, Wagon!" va sortir el 1951 a The Magazine of Fantasy and Science Fiction. Així, publicant les seves històries de "El Poble" a les principals revistes de CF dels anys 50, 60 i 70, Henderson es va convertir en una pionera en moltes àrees de la literatura de ciència-ficció.
Henderson va ser nominada al Premi Hugo el 1959 per la seva novel·la Captivity i va ser finalista al Premi Locus al 1996, amb Ingathering: The Complete People Stories of Zenna Henderson, una reedició pòstuma dels seus relats breus.
Zenna Henderson va morir de càncer al 1983 i va ser enterrada al cementiri de Sant David a Tucson (Arizona).

## Activitat literària
Zenna va ser una de les primerenques 203 escriptores de ciència-ficció en publicar en revistes estatunidenques especialitzades entre 1926 i 1960. Mai va usar un pseudònim masculí com James Tiptree, Jr.; C. L. Moore; etc. Va citar Heinlein, Bradbury, Hal Clement i Asimov com els seus escriptors preferits de ciència-ficció.
Sam Merwin, en un assaig sobre l'augment de les dones autores de ciència-ficció el 1950, la va esmentar com una escriptora rellevant al gènere. Henderson va ser un dels primers autors de ciència-ficció que realment prenen seriosament als joves i escriuen històries expressives i madures des del seu punt de vista. Va aprofitar la seva experiència com a mestra de primària, i va ser capaç d'oferir un nivell d'informació poc freqüent de personatges joves. Els protagonistes juvenils de Zenna Henderson no són adults encerclats en cossos joves, ni són caricatures frívoles; són ànimes molt humanes i completes, encara marcades per autèntics signes de joventut i innocència. A les seves obres es mostren sovint dones grans i de mitjana edat així com nens i nenes, i les seves relacions socials i emocionals en comunitat; examinant temes d'identitat, soledat, nostàlgia i cura, proporciona una veu càlida, emocional, humanista i independent.
Un tret característic de la escriptura de Zenna Henderson és que les històries sovint comencen pel punt de vista del nen: alienígena o humà, un/a nen/a que descobreix què significa ser diferent. Altres històries poden utilitzar un adult humà (mestre d'escola) que descobreix que un o més nens no són el que semblen.
Lois McMaster Bujold i Orson Scott Card, els quals citen a Henderson com una important influència, també han estat els cronistes juvenils més exitosos, amb novel·les guanyadores de Premis Hugo i Nebula com Falling Free (1988) i Ender's Game (1986).
El suport emocional de les històries és que tots els éssers sensibles són persones, tenen les mateixes o similars esperances, temors, aspiracions i problemes, i que la persecució en qualsevol forma és incorrecta. Aquests temes són intemporals, i la força de l'escriptura de Zenna Henderson és tal que les seves històries siguin llegibles a mesura que entrem en el proper mil·lenni, tot i que avui en dia es pot veure el medi ambient del sud-oest nord-americà dels anys cinquanta. En certa manera, les històries de "El Poble" s'han convertit en una mena d'Història alternativa d'aquesta regió.

## Anàlisi literària
La majoria de les històries de Zenna C. Henderson giren al voltant dels temes de ser diferents, i de ser perseguits per ser diferents.
La sèrie "El Poble", escrita entre 1952 i 1975, se centra en un conjunt temàtic d'històries que segueixen les experiències d'un grup d'alienígenes humanoides que es troben a la Terra (a l'Arizona rural) quan la seva nau s'estavella, mostrant paral·lelament les seves persecucions i les dificultats al intentar viure sense ser detectat, amb els seus veïns humans. La naturalesa alienígena d'aquests migrants involuntaris s'exemplifica amb les seves habilitats telepàtiques i paranormals com la levitació, que ocasionalment s'utilitzen per ajudar els humans malgrat els perills que això suposa. Poc se sap de la seva trajectòria real, o per què van començar la seva migració espacial, però aquest profund esdeveniment sempre ressona com una tragèdia de fons.
Zenna Henderson va ser una pionera en la ciència-ficció espiritual-religiosa. "El poble" es presenta com una cultura profundament espiritual i obertament religiosa. Durant els vint anys que va escriure Henderson, fins i tot amb l'aparició de la religió i l'espiritualitat com a temes comuns, acceptables a la ciència-ficció, pocs autors han igualat la profunditat de l'espiritualitat del seu treball. Alguns dels millors escriptors de ciència-ficció actuals, com Kathy Tyers i Orson Scott Card, citen específicament a Zenna Henderson com una important referent. En la Standard Reference Contemporary Authors, ella es va identificar com a metodista, i segons la Science Fiction and Fantasy Literature (v.2), era membre de la Catalina United Methodist Church a Tucson.
Un aspecte interessant sobre les històries de "El Poble" és el fort grau amb què s'identifiquen grups de persones molt diferents: els cristians (inclosos camps tan diferents com evangèlics, catòlics i LDS), comunitats LGTB, wiccans i jueus han recomanat històries de "El Poble" de Henderson. Les històries, amb la seva exclusivitat i aïllament de la cultura més àmplia combinades amb una extrema inclusió i compassió per a la pròpia tribu, han trobat simpatia en moltes persones que se senten arrossegades per dos mons diferents.
```
(...) Vaig tancar els ulls sota el sol i vaig sentir que la brillantor daurat em travessava les parpelles. "No sóc una persona perduda -vaig pensar sense poder creure-ho, delectada- Realment, no sóc una persona perduda!". Vaig estrènyer amb força la vora del meu somni, sabent finalment, amb certesa, que algun dia seria capaç d'abastar tot el seu teixit, no només per a embolicar-me sinó per a embolicar a uns altres que estaven perduts i desorientats. Algun dia tots seríem el que ara només era un somni. Em vaig adormir lleument, amb la mà tèbia de Low sobre la galta, i em vaig quedar dormida...ja no tènia por a despertar.
[
7
]
```

## Obres publicades

### Series
Començant el 1952 amb el relat breu Ararat, les històries de The People de Henderson van aparèixer a les revistes i antologies, així com la peregrinació novel·lada a Pilgrimage: The Book of the People (1961) i The People: No Different Flesh (1966). Altres volums inclouen The People Collection (1991) i Ingathering: The Complete People Stories (1995).
Descatalogades i molt difícils de trobar en qualsevol lloc, les històries de "El Poble" es van publicar el 1995 en un sol volum. La visió completa de la seva obra en anglès es pot trobar a la ISFDB.

### Antologies
Per una visió cronològica més detallada dels relats breus de Zenna Henderson es recomana consultar la seva bibliografia al Locus Index to Science Fiction: 1984-1998.
| The Anything Box (1965) |
| --- |
| - The Anything Box - (1956) - Subcommittee - (1962) - Something Bright - (1960) - Hush! - (1953) - Food to All Flesh - (1953) - Come On, Wagon! - (1951) - Walking Aunt Daid - (1955) - The Substitute - (1953) - The Grunder - (1953) - Things - (1960) - Turn the Page - (1957) - Stevie and the Dark - (1952) - And a Little Child... - (1959) - The Last Step - (1958) |

| Holding Wonder (1971) |
| --- |
| - The Believing Child - (1970) - Through a Glass - Darkly - (1970) - J-Line to Nowhere - (1969) - The Indelible Kind - (1968) - As Simple as That - (1971) - You Know What, Teacher? - (1954) - The Effectives - (1965) - Loo Ree - (1953) - The Closest School - (1960) - Three-Cornered and Secure - (1971) - The Taste of Aunt Sophronia - (1971) - Swept and Garnished - (1971) - One of Them - (1971) - Sharing Time - (1971) - Ad Astra - (1971) - Incident After - (1971) - The Walls - (1971) - Crowning Glory - (1971) - Boona on Scancia - (1971) - Love Every Third Stir - (1971) |

## Guardons
Zenna Henderson va ser finalista al Premi Hugo en 1959 per la seva novel·la breu Captivity i va obtenir una destacada 17ena posició als Premis Locus en 1981 amb la seva novel·la Tell Us a Story.
Les seves obres es van descatalogar i no es van reeditar fins al 1995 amb l'edició feta per la NESFA amb material no recopilat prèviament. Amb el títol Ingathering: The Complete People Stories of Zenna Henderson, aquesta edició pòstuma quedarà finalista als Premis Locus en 1996.

## Filmografia
L'any 1972 es va rodar una pel·lícula per a televisió a partir de la obra "El Poble" coproduïda per Francis Ford Coppola i protagonitzada per William Shatner i Kim Darby. La pel·lícula mostra al nou professor (humà) que troba nens (fóra de la norma) en una escola rural i descobreix l'existència de l'assentament alienígena. Henderson, aleshores una professora de secundària de 54 anys, va volar des d'Arizona per veure una copia abans de l'estrena i l'hi va agradar: "Els meus alumnes estaran tan entusiasmats", va dir a un periodista.